# Aşağıözdek, Tutak
Aşağıözdek là một xã thuộc huyện Tutak, tỉnh Ağrı, Thổ Nhĩ Kỳ. Dân số thời điểm năm 2011 là 89 người.